# Émile Vignancour
 (octobre 2015).
Pour les articles homonymes, voir Vignancour.

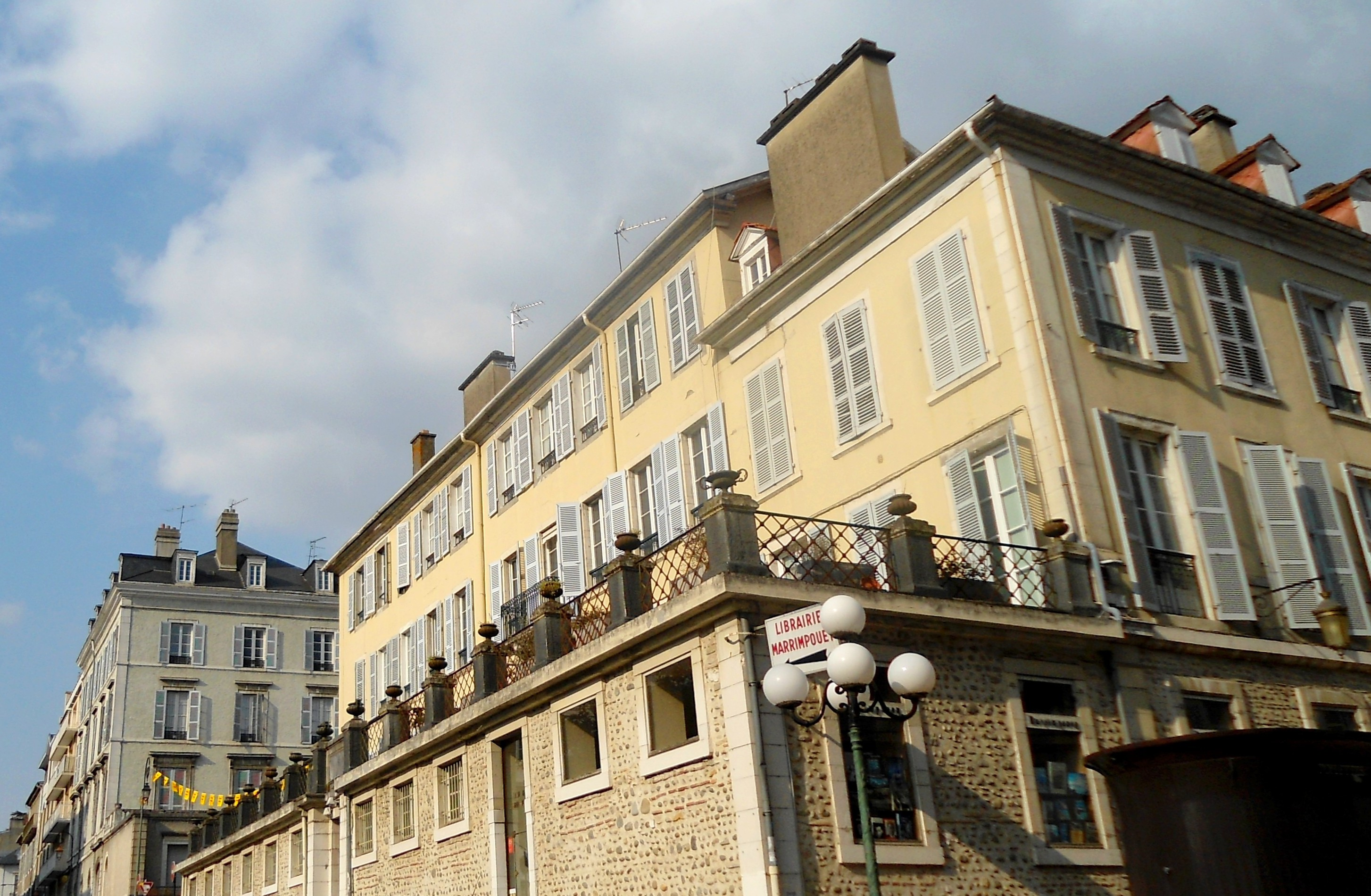
Bâtiment de l'imprimerie Vignancour, Pau

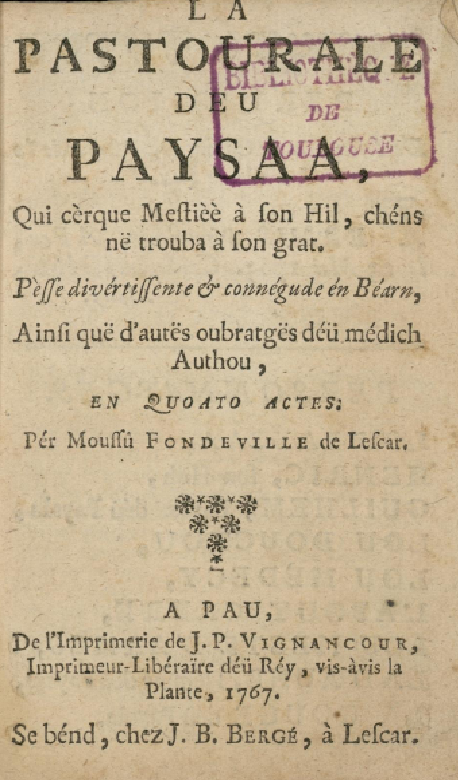
la Pastorala deu Paisan, éditée par Jean-Pascal Vignancour

Ėmile Vignancour (Pau, 27 janvier 1797 - Pau, 24 mai 1873) est un éditeur et poète béarnais de langue d'oc du XIXe siècle. Fils et petit-fils d'éditeur, il dirigea pendant des décennies l'imprimerie familiale Vignancour (qui était elle-même en continuité avec l'imprimerie Dupoux remontant à 1689) qui devint Marrimpouey par la suite et jusqu'à aujourd'hui.
Au-delà des nombreux livres qu'il a édités sur des sujets divers, il est le collecteur de plusieurs anthologies de poésie béarnaise d'auteurs qui l'ont précédé et l'éditeur de ses contemporains (en s'incluant lui-même).

## Biographie
Il naquit au sein d'une dynastie d'imprimeurs palois et reçut de son père, Jean Antoine Sylvestre Vignancour, la maison d'édition et imprimerie familiale en 1827. En 1828 il épousa Louise Bernarde Brascou, fille d'un notaire de Pau.

## Collecteur des lettres béarnaises
En 1820 il publia Estrées béarnaises (Estreas bearnesas, selon la norme classique, soit "Etrennes béarnaises"), puis, à partir de 1827, "Poésies Béarnaises". Dans ces anthologies, il édita notamment les œuvres de Cyprien Despourrins, de Théophile de Bordeu et de Pierre d'Esbarrebaque (Lo rèbe de l'abbé Puyoo). 
Le premier ouvrage édité par les Vignancour (en l'occurrence, par Jean-Pascal Vignancour, grand-père d'Émile) fut La Pastorala deu Paisan, une des principales comédies en langue d'oc du XVIIe siècle et œuvre de Jean-Henri Fondeville.

## Vers béarnais d'Émile Vignancour éditeur
En ouverture de sa première anthologie Estreas bearnesas, Vignancour composa les vers suivants :
D'aqueth liberet, bèras, que'v hèi omatge,

Urós si, dens vòste léser,

Quan legeratz aqueste obratge,

Podètz trobar quauque plaser,

Si m'acordatz vòste sufratge,

Los critics auràn bèth har,

E'n devossen crebar de ratge,

Forçats que seràn de's carar.

Quan an lo bonur d'agradar,

A las qui pasen a la ronda,

Labètz lo succès qu'ei tot clar,

Que deven plàser a tot lo monde.

("De ce petit livre, belles, qui vous rend hommage, / [je serais] heureux si, dans votre loisir, / Quand vous lirez cet ouvrage, / vous pouvez [y] trouver quelque plaisir, / Si vous m'accordez votre suffrage, / Les critiques auront beau faire, / Dussent-elles en mourir de rage, / Elles seront forcées de se taire. / Quand on a le bonheur de plaire, / À celles qui passent à la ronde, / Alors le succès est bien clair, / Cela doit plaire à tout le monde.")

### Sur Émile Vignancour
- Louis Lacaze, Les libraires en Béarn (1552-1883), Pau, Ribaut, 1884 (lire en ligne)

### Anthologies de Vignancour
- Estrées béarnèses, en ta l'an 1820. Vignancour : Pau, 1820 Disponible sur google book. Disponible sur Tolosana
- Poésies béarnaises. Vignancour : Pau, 1827. Disponible sur google book.
- Poésies béarnaises. Vignancour : Pau, 1852 Disponible sur google book.
- Poésies béarnaises. Vignancour : Pau, 1860 Disponible sur google book.